# Siddharth Suchde
Siddharth Suchde, né le 20 janvier 1985 à Bombay, est un joueur professionnel de squash représentant l'Inde. Il atteint en octobre 2012 la 39e place mondiale sur le circuit international, son meilleur classement. 

## Biographie
Il grandit en Inde, Écosse et Suisse.
Il  étudie l'économie à l'université Harvard de 2003 à 2007. Après avoir obtenu son diplôme, il déménage en Angleterre, où il a vécu pour le reste de sa carrière professionnelle. 